# Macrobrachium kiukianense
Macrobrachium kiukianense is een garnalensoort uit de familie van de Palaemonidae. De wetenschappelijke naam van de soort is voor het eerst geldig gepubliceerd in 1931 door Yu.